# Liste de massacres durant la guerre de Gaza depuis 2023
Pour des articles plus généraux, voir Crimes de guerre lors de la guerre à Gaza et Guerre à Gaza depuis 2023.
Cet article dresse une liste de massacres durant la guerre de Gaza depuis 2023. Ces massacres sont dans un premier temps celles commises par l'attaque du Hamas et de ses alliés contre Israël, soit 1 205 personnes tuées en Israël et, dans un deuxième temps, plus de 54 000 Gazaouis tués, dont 15 000 enfants selon l'UNICEF, par les bombardements israéliens, le siège de Gaza puis l'invasion terrestre israélienne de la bande de Gaza. Cette liste n'inclue pas les massacres commises lors des incursions militaires israéliennes en Cisjordanie et le conflit entre Israël et le Hezbollah de 2023-2024.

## Contexte
La guerre de Gaza est un conflit asymétrique, principalement urbain, opposant l'armée israélienne au Hamas, organisation politico-militaire islamiste palestinienne, à d'autres groupes armés palestiniens, et à la population civile. Elle est déclenchée par l'attaque du Hamas contre Israël d'octobre 2023, et se poursuit avec des bombardements de la bande de Gaza entrepris par Israël, puis avec l'invasion de ce territoire palestinien. Cinquième conflit direct entre Israël et Gaza, la guerre s'inscrit plus largement dans le cadre des conflits israélo-palestinien et israélo-arabe.
L'opération initiale appelée opération Déluge d'al-Aqsa (en arabe : عملية طوفان الأقصى Amaliyyat Ṭūfān al-Aqṣā) par ses instigateurs, consiste en une série d'attaques terroristes lancées depuis la frontière entre la bande de Gaza et Israël par le Hamas, appuyé par le Jihad islamique palestinien, le Front populaire de libération de la Palestine et le Front démocratique pour la libération de la Palestine. Après le tir de plusieurs milliers de roquettes Qassam sur Israël, la barrière entre la bande de Gaza et Israël est enfoncée et plus de 3 000 assaillants palestiniens envahissent plus de vingt villes et kibboutz de l'enveloppe de Gaza, dans le district sud d'Israël, faisant environ 1 160 morts (dont environ 800 civils) avant de prendre 240 israéliens et étrangers en otage au moins.
Le même jour, Israël lance l'opération Épées de fer (en hébreu : מבצע חרבות ברזל ; Mivtsa' haravot barzel), comprenant des bombardements aériens, le renforcement du blocus de la bande de Gaza déjà établi depuis 2007, et la fermeture de l'enclave aux journalistes étrangers. À partir du 13 octobre, Israël entreprend une invasion terrestre de la bande de Gaza, s'intensifiant à partir du 27 octobre, alors que des roquettes palestiniennes continuent d'être tirées sur Israël. Dans l'histoire des Palestiniens, le nombre de morts provoqués par les opérations militaires israéliennes est d'une ampleur inédite. Au 16 avril 2025, l'UNICEF comptabilise plus de 51 000 morts palestiniens, dont au moins 15 000 enfants ; plus de 116 343 blessés, dont plus de 34 000 enfants ; et plus de 11 200 disparus. Selon les Nations unies, 70 % des personnes tuées sont des enfants et des femmes. Le nombre de Palestiniens tués par jour atteint des niveaux très élevés comparés aux conflits récents, en Irak, en Syrie et en Ukraine. Il s'explique par l'intensité des bombardements israéliens, supérieure à celle observée durant toutes les guerres y compris la Seconde Guerre mondiale. Israël impose le déplacement de plus de 1,9 million de personnes, soit 85 % de la population de Gaza, du nord vers le sud, rappelant la Nakba de 1948, déplacement forcé de population qui a fait, de 711 000 Palestiniens, des réfugiés. L'Organisation des Nations unies dénonce un risque de génocide palestinien.
Une crise humanitaire est provoquée par le siège militaire imposé par Israël à la bande de Gaza qui était déjà sous blocus depuis 2007. L'acheminement d'eau potable, de nourriture et d'électricité est interrompu par Israël, ce qui entraîne une pénurie de produits d'hygiène et de médicaments. À partir de fin décembre, Gaza est menacée par la famine : 93 % de ses habitants sont « en situation d'insécurité alimentaire aiguë », selon le Programme alimentaire mondial. 92 % des bâtiments résidentiels sont détruits à Gaza. Parmi les trente-six hôpitaux de Gaza, 24 cessent de fonctionner. Du matériel médical et des ambulances sont détruites, et beaucoup de personnel soignant est tué. Les conditions sanitaires dans les camps de réfugiés sont catastrophiques, d'où des risques épidémiques.
Le 26 janvier 2024, la Cour internationale de justice rend une décision au titre de la Convention pour la prévention et la répression du crime de génocide, ordonnant à Israël d'empêcher tout éventuel acte génocidaire, et d'autoriser l'accès humanitaire à Gaza. En novembre 2024, la Cour pénale internationale émet des mandats d'arrêt pour crimes de guerre et crimes contre l'humanité contre le Premier ministre israélien Benyamin Netanyahou et son ancien ministre de la Défense Yoav Gallant, ainsi que contre Mohammed Deïf, commandant de la branche armée du Hamas que Israël déclare avoir éliminé lors d'un raid aérien à Al-Mawasi.

## Liste

### En Israël
Le 7 octobre 2023, le Hamas lance une attaque massive contre Israël. Au cours de cette attaque, 1 139 civils sont tués : 695 civils israéliens, 71 ressortissants étrangers et 373 membres des forces de sécurité. Cinq personnes sont également portées disparues, dont quatre Israéliens. Parmi eux, 36 enfants (de moins de 18 ans). Les victimes israéliennes comprennent 70 Arabes israéliens morts ou portés disparus, dont beaucoup sont des Bédouins du Néguev. Il s'agit de l'attaque la plus meurtrière de l'histoire d'Israël.
Des massacres ont eu lieu dans plus de neuf kibboutzim où résident des civils ; le massacre du festival de musique de Réïm tue 260 personnes, et celui de Be'eri tue cent personnes.
| Nom                                     | Lieu          | Date           | Morts        | Blessés | Kidnappés                                                           |
| --------------------------------------- | ------------- | -------------- | ------------ | ------- | ------------------------------------------------------------------- |
| Massacre du festival de musique de Réïm | Près de Réïm  | 7 octobre 2023 | 364          | ?       | 40                                                                  |
| Massacre de Be'eri                      | Be'eri        | 7 octobre 2023 | Au moins 112 | ?       | 32 personnes sont kidnappées                                        |
| Massacre de Nahal Oz                    | Nahal Oz      | 7 octobre 2023 | Au moins 100 | ?       | 8                                                                   |
| Massacre de Kfar Aza                    | Kfar Aza      | 7 octobre 2023 | Au moins 52, | ?       | 18,                                                                 |
| Massacre de Nir Oz                      | Nir Oz        | 7 octobre 2023 | Au moins 25  | ?       | Dont la famille Bibas, les parents et deux enfants, 9 mois et 4 ans |
| Massacre de Netiv HaAsara               | Netiv HaAsara | 7 octobre 2023 | Au moins 20  | ?       | 0                                                                   |
| Massacre de Holit                       | Holit (en)    | 7 octobre 2023 | Au moins 15  | 8       | 7                                                                   |
| Massacre d'Ein Hashlosha                | Ein Hashlosha | 7 octobre 2023 | Au moins 5   | ?       | ?                                                                   |
| Massacre de Kissoufim                   | Kissoufim     | 7 octobre 2023 | Au moins 4   | ?       | Au moins 3                                                          |
| Massacre de Nir Yitzhak                 | Nir Yitzhak   | 7 octobre 2023 | Au moins 7?  | ?       | Au moins 5                                                          |
| Massacre de Nirim                       | Nirim         | 7 octobre 2023 | Au moins 5   | ?       | Au moins 4                                                          |
| Massacre de Yakhini                     | Yakhini       | 7 octobre 2023 | ?            | ?       | ?                                                                   |

### À Gaza
En octobre 2023, lors du blocus de Gaza par Israël à la suite de l'attaque du Hamas, Karim Khan, procureur de la Cour pénale internationale, considère qu'« empêcher l’accès de l’aide humanitaire peut constituer un crime ». De plus, il indique que « les écoles, les hôpitaux et les mosquées » ne doivent pas être des cibles militaires.
Les décomptes de morts à Gaza sont considérés comme probablement sous-évalués, étant donné que le ministère de la Santé à Gaza comptabilise uniquement les personnes décédées dans les hôpitaux ; or des milliers de Palestiniens voire des dizaines de milliers se trouvent sous les décombres, selon Libération (18 janvier 2024). En effet, plus de 10 000 personnes sont déclarées disparues à Gaza le 6 mai 2024.
Selon le ministère de la Santé de Gaza, entre le 7 octobre 2023 et le 31 mai 2024, 7 797 enfants ont été tués. L'ONG Save the Children indique par ailleurs, en juin 2024, que 21 000 enfants sont portés disparus, soit parce qu'ils sont ensevelis sous les décombres, prisonniers ou ont perdu le contact avec leurs proches.
| Nom                                                                                  | Lieu                              | Date                        | Morts        | Blessés      | Remarques |
| ------------------------------------------------------------------------------------ | --------------------------------- | --------------------------- | ------------ | ------------ | --- |
| Bombardements du camp de réfugiés de Jabaliya                                        | Jabaliya                          | à partir du 9 octobre 2023  | Au moins 203 | Au moins 147 | Crimes de guerre pour l'ONU,.                                                                                               |
| Bombardement du camp de réfugiés d'Al-Shati                                          | Al-Shati                          | 9 octobre 2023              | 60           | 120          | |
| Bombardement de la tour Hajji                                                        | Gaza                              | 10 octobre 2023             | 3            | ?            | Les trois victimes sont des journalistes palestiniens.                                                                      |
| Attaques contre les Palestiniens évacuant la ville de Gaza                           | Gaza                              | à partir du 13 octobre 2023 | au moins 70  | ?            | |
| Bombardement de l'hopital des Matyrs d'Al-Aqsa                                       | Deir al-Balah                     | 13 octobre 2023             | 4            | 40           | |
| Attaque aérienne sur une école de l'UNRWA                                            | Camp de réfugiés d'Al-Maghazi     | 17 octobre 2023             | au moins 9   |              | |
| Bobardement de l'hôpital Al-Ahli Arabi                                               | Gaza                              | 17 octobre 2023             | 10 à 471     |              | |
| Bombardement de l'église Saint-Porphyre de Gaza                                      | Gaza                              | 19 octobre 2023             | 18           |              | |
| Bombardement du convoi médical d'Al-Shifa                                            | Gaza                              | 3 novembre 2023             | 15           | 60           | Les victimes sont des combattants du Hamas d'après l'armée israélienne.                                                     |
| Bombardement de l'école Al-Buraq                                                     | Gaza                              | 9 novembre 2023             | 50           | ?            | L’objectif était Ahmad Siam, qui détenait 1 000 otages, résidents de Gaza, d’après l’armée israélienne.                     |
| Bombardement du 11 décembre 2023 du camp de réfugiés d'Al-Maghazi                    | Camp de réfugiés d'Al-Maghazi     | 11 décembre 2023            | 22           |              | |
| Bombardements du camp de réfugiés de Jabaliya                                        | Jabaliya                          | 17 décembre 2023            | au moins 90  | plus de 100  | |
| Bombardement du 25 décembre 2024 du camp de réfugiés d'Al-Maghazi                    | Camp de réfugiés d'Al-Maghazi     | 25 décembre 2023            | au moins 100 |              | Utilisation de munitions impropres                                                                                          |
| Bombardement de l’hôpital El Amal City                                               | Khan Younès                       | 3 janvier 2024              | 5            |              | Meurtre d'un bébé de 5 jours                                                                                                |
| Bombardement de la rue Al-Thalatheni                                                 |                                   | 15 janvier 2024             | 22           |              | |
| Massacre de la farine                                                                | Gaza                              | 29 février 2024             | au moins 112 |              | |
| Bombardement du 16 avril 2024 du camp de réfugiés d'Al-Maghazi                       | Camp de réfugiés d'Al-Maghazi     | 16 avril 2024               | 13           | plus de 25   | |
| Frappe aérienne sur Rafah                                                            | Camp de réfugiés de Tel al-Sultan | 26 mai 2024                 | au moins 45  | plus de 200  | |
| Bombardement de l'école Dalal Al-Maghrabi                                            | Gaza                              | 1 août 2024                 | 15           | 29           | |
| Bombardement des écoles Hamama et Al-Huda                                            | Gaza                              | 3 août 2024                 | 17           | 60           | |
| Bombardement des écoles Nassr et Hassan Salameh                                      | Gaza                              | 4 août 2024                 | 30           | 19           | |
| Bombardement des écoles Abdul Fattah Hamouda et Az-Zahra                             | Gaza                              | 8 août 2024                 | 17           |              | |
| Frappe aérienne sur l'école Al-Tabin                                                 | Gaza                              | 10 août 2024                | plus de 100  |              | |
| Bombardement du 10 septembre 2024 à Khan Younès                                      | Khan Younès                       | 10 septembre 2024           | au moins 100 |              | Khan Younès avait été désignée comme étant une zone humanitaire par l'armée israélienne.                                    |
| Massacre d'al-Mawasi                                                                 | Al-Mawasi                         | 8 janvier 2025              | 31           | 57           | Al-Mawasi avait été désignée comme étant une zone humanitaire par l'armée israélienne.                                      |
| Massacre des ambulanciers de Rafah                                                   | Au sud de Rafah                   | 23 mars 2025                | 15           |              | |
| Bombardement de la rue Al-Wahda                                                      | Rimal                             | 7 mai 2025                  | au moins 33  |              | Bombardement d'un restaurant.                                                                                               |
| Bombardement de l'école du quartier Daraj                                            | Gaza                              | 25 mai 2025                 | au moins 19  |              | |
| Bombardements du camp de réfugiés de Jabaliya                                        | Jabaliya                          | 25 mai 2025                 | au moins 7   |              | Le journaliste Hassan Majdi Abu Warda est parmi les tués.                                                                   |
| Bombardement de Deir El-Balah                                                        | Gaza                              | 25 mai 2025                 | 5            |              | |
| Bombardement de la maison du Dr Alaa Al-Najjar                                       | Khan Younès                       | 25 mai 2025                 | 9            |              | Tous les tués étaient les enfants du Dr Alaa Al-Najjar.                                                                     |
| Bombardement de l'école Fahmi Al-Jarawi                                              | Gaza                              | 26 mai 2025                 | plus de 36   |              | Causée par une bombe américaine. En majorité des cadavres calcinés.                                                         |
| Massacre lors de la distribution alimentaire du 27 mai 2025                          | Rafah                             | 27 mai 2025                 | au moins 3   | 46           | |
| Bombardement d'As-Saftawi                                                            | nord de Gaza                      | 28 mai 2025                 | au moins 8   |              | Bombardement de la maison du journaliste Osama Al-Arbid                                                                     |
| Massacre lors de la distribution alimentaire du 28 mai 2025                          | Ouest de Rafah                    | 28 mai 2025                 | 6            |              | |
| Massacre lors de la distribution alimentaire du 29 mai 2025                          | Corridor de Netzarim              | 29 mai 2025                 | 10           | une dizaine  | |
| Bombardements du camp de réfugiés de Jabaliya                                        | Jabaliya                          | 29 mai 2025                 | au moins 7   |              | |
| Bombardement du camp de réfugiés de Bureij                                           | Camp de réfugiés de Bureij        | 29 mai 2025                 | au moins 23  |              | |
| Massacre lors de la distribution alimentaire du 1 juin 2025                          | Rafah                             | 1 juin 2025                 | 32           | plus de 200  | |
| Massacre lors de la distribution alimentaire du 2 juin 2025                          | Rafah                             | 2 juin 2025                 | au moins 3   | plus de 30   | |
| Massacre lors de la distribution alimentaire du 3 juin 2025                          | Rafah                             | 3 juin 2025                 | 27           | plus de 100  | |
| Bombardement du 5 juin 2025 de l'hôpital baptiste Al-Ahli                            | Gaza                              | 5 juin 2025                 | 7            |              | Attaque de drone qui a causé la mort de 4 journalistes.                                                                     |
| Massacre lors de la distribution alimentaire du 6 juin 2025                          | Rafah                             | 6 juin 2025                 | 9            |              | |
| Bombardement de Sabra                                                                | Sabra                             | 7 juin 2025                 | 16           |              | |
| Bombardements du camp de réfugiés de Jabaliya                                        | Jabaliya                          | 8 juin 2025                 | 17           |              | |
| Massacre lors des distributions alimentaires du 8 juin 2025                          | Rafah et Corridor de Netzarim     | 8 juin 2025                 | au moins 13  | plus de 150  | |
| Massacre lors de la distribution alimentaire du 10 juin 2025                         | Corridor de Netzarim              | 10 juin 2025                | 79           | Plus de 124  | |
| Massacres lors des distributions alimentaires du 11 juin 2025                        | Rafah et Corridor de Netzarim     | 11 juin 2025                | 57           | 363          | |
| Bombardements lors des distributions alimentaires du 12 juin 2025                    |                                   | 12 juin 2025                | 34,          | au moins 200 | |
| Attaque à l'encontre d'un bus humanitaire le 12 juin 2025                            | Khan Younès                       | 12 juin 2025                | 8            |              | Attaque par le Hamas d'un bus transportant des membres de la Fondation humanitaire de Gaza (fondation soutenue par Israël). |
| Massacre lors de la distribution alimentaire du 14 juin 2025                         | Corridor de Netzarim              | 14 juin 2025                | Au moins 17  |              | |
| Massacre lors de la distribution alimentaire du 16 juin 2025                         | Rafah                             | 16 juin 2025                | 38           |              | |
| Massacre lors de la distribution alimentaire du 17 juin 2025                         | Khan Younès                       | 17 juin 2025                | au moins 70  | au moins 200 | |
| Massacre lors de la distribution alimentaire du 18 juin 2025                         | Nord de Gaza                      | 18 juin 2025                | 29           |              | |
| Bombardement du 18 juin 2025 du camp de réfugiés d'Al-Maghazi                        | Camp de réfugiés d'Al-Maghazi     | 18 juin 2025                | 10           |              | |
| Bombardement du 18 juin 2025 d'Al-Mawasi                                             | Al-Mawasi                         | 18 juin 2025                | 8            |              | |
| Bombardement du 18 juin 2025 du quartier Zeitoun                                     | Gaza                              | 18 juin 2025                | 8            |              | |
| Massacre lors de la distribution alimentaire du 19 juin 2025 du Corridor de Netzarim | Corridor de Netzarim              | 19 juin 2025                | 23           |              | |
| Bombardement du 19 juin 2025 à Al Shati                                              | Camp de réfugiés d'Al-Shati       | 19 juin 2025                | 13           |              | Bombardement d'un endroit de recharge électrique.                                                                           |
| Frappe aérienne sur Deir El-Balah du 20 juin 2025                                    | Deir El-Balah                     | 20 juin 2025                | 8            |              | |
| Massacre lors de la distribution alimentaire du 20 juin 2025                         | Corridor de Netzarim              | 20 juin 2025                | Au moins 35  |              | |